# Zaginiona dziewczyna (film)
Zaginiona dziewczyna (ang. Gone Girl) – amerykański film, dreszczowiec w reżyserii Davida Finchera, wyprodukowany w 2014 roku. Jest to adaptacja powieści pod tym samym tytułem autorstwa Gillian Flynn, która również napisała scenariusz.
Światowa premiera filmu miała miejsce 26 września 2014, w ramach 52. Międzynarodowego Festiwalu Filmowego w Nowym Jorku. Dystrybucja w Polsce od 10 października 2014.

## Fabuła
W piątą rocznicę małżeństwa Nicka i Amy, kobieta znika w niewyjaśnionych okolicznościach. W trakcie trwania śledztwa wychodzą na jaw tajemnice oraz dowody świadczące na niekorzyść Nicka, który staje się głównym podejrzanym.

## Obsada
- Ben Affleck jako Nick Dunne
- Rosamund Pike jako Amy Elliott-Dunne, zaginiona żona Nicka
- Neil Patrick Harris jako Desi Collings, były chłopak Amy
- Tyler Perry jako Tanner Bolt, prawnik Nicka
- Carrie Coon jako Margo „Go” Dunne, siostra bliźniaczka Nicka
- Kim Dickens jako detektyw Rhonda Boney, dowodząca śledztwem
- Patrick Fugit jako oficer James Gilpin, partner Boney
- Casey Wilson jako Noelle Hawthorne, sąsiadka Dunnów
- Missi Pyle jako Ellen Abbott, prezenterka TV
- Sela Ward jako Sharon Schieber, prezenterka TV
- Emily Ratajkowski jako Andie Fitzgerald, kochanka Nicka
- Lisa Banes jako Marybeth Elliott, matka Amy
- David Clennon jako Rand Elliott, ojciec Amy

## Nagrody i nominacje
87. ceremonia wręczenia Oscarów
- nominacja: najlepsza aktorka pierwszoplanowa − Rosamund Pike

72. ceremonia wręczenia Złotych Globów
- nominacja: najlepsza aktorka w filmie dramatycznym − Rosamund Pike
- nominacja: najlepsza reżyseria − David Fincher
- nominacja: najlepszy scenariusz − Gillian Flynn
- nominacja: najlepsza muzyka − Trent Reznor i Atticus Ross

68. ceremonia wręczenia nagród Brytyjskiej Akademii Filmowej
- nominacja: najlepsza aktorka pierwszoplanowa − Rosamund Pike
- nominacja: najlepszy scenariusz adaptowany − Gillian Flynn

21. ceremonia wręczenia nagród Gildii Aktorów Ekranowych
- nominacja: wybitny występ aktorki w roli pierwszoplanowej − Rosamund Pike

19. ceremonia wręczenia Satelitów
- nominacja: najlepszy film roku
- nominacja: najlepsza aktorka filmowa − Rosamund Pike
- nominacja: najlepsza reżyseria − David Fincher
- nominacja: najlepszy scenariusz adaptowany − Gillian Flynn
- nominacja: najlepsza muzyka − Trent Reznor i Atticus Ross
- nominacja: najlepsze zdjęcia − Jeff Cronenweth
- nominacja: najlepszy dźwięk − Ren Klyce i Steve Cantamessa